# El amor de la sabiduría eterna
El amor de la Sabiduría Eterna (en francés, L'amour de la Sagesse Eternelle) es la primera obra de san Luis María Grignion de Montfort.

## Contexto histórico
El amor de la Sabiduría Eterna  es una de las obras más importantes de san Luis María Grignion de Montfort y constituye la base sobre la que escribió todas las otras obras, y especialmente el Tratado de la verdadera devoción a la Santísima Virgen. Escribió El Amor de la Sabiduría Eterna en 1703, mientras estaba en París, después de abandonar el hospital Salpêtrière y antes de visitar los ermitaños de Mont-Valérien, pasado unos meses en una pequeña casa cerca del noviciado de los jesuitas. cuando no tenía tareas que realizar, se dedicaba la oración, la meditación y la lectura, haciendo uso de la biblioteca que los jesuitas habían puesto a su disposición, y así se dedicó a la escritura de su primera obra.
El amor de la Sabiduría Eterna es una especie de anticipo de toda su doctrina, de la cual algunos puntos serán más elaborados en las obras posteriores.

## Contenido

#### La "ciencia necesaria"
Luis María Grignion de Montfort comienza su primer trabajo explicando que la "Sabiduría Eterna" es una "ciencia necesaria" que para esto debe buscarse:

“ ¿Podemos amar lo que se conoce solo imperfectamente? ¿Por qué amamos tanto la Sabiduría eterno y encarnada, el adorable Jesús? Porque no lo sabes en absoluto o muy poco. No hay casi nadie que estudie lo que se necesita, con el Apóstol, la ciencia eminente de Jesús: la más noble, dulce, útil y necesaria entre las ciencias y el conocimiento del cielo y la tierra.  Este conocimiento es también el más útil y necesario, porque la vida eterna consiste en conocer a Dios y a su Hijo Jesucristo. ¿Realmente queremos tener vida eterna? Aprendemos a conocer la Sabiduría eterna. ¿Queremos tener la perfección de la santidad en este mundo? Tratamos de conocer a la Sabiduría. ¿Queremos plantar la raíz de la inmortalidad en nuestros corazones? Tenemos en el espíritu el conocimiento de la Sabiduría. Conocer a Jesucristo, la Sabiduría encarnada, es saber lo suficiente. Saber todo y no conocerlo es no saber nada”.

“( El amor de la Sabiduría eterna , 11 )”.

#### La verdadera y la falsa sabiduría
Luego explica que hay varios tipos de "Sabiduría" que se pueden distinguir en dos categorías "la sabiduría verdadera y falsa".
El falso "es el sabor de la mentira velada por la apariencia de la verdad. La falsa sabiduría es la sabiduría o la prudencia del mundo, y el Espíritu Santo la distingue en terrenal, carnal y diabólica. »; el verdadero que se distingue en "natural y sobrenatural" es "el sabor de la verdad sin mentira ni disfraz". El natural es el conocimiento de las cosas naturales vistas de manera eminente en sus principios; lo sobrenatural es el conocimiento de las cosas sobrenaturales y divinas en su origen ";a su vez, la "sabiduría sobrenatural" distingue en "sustancial y no creado" y "accidental y creado" "lo accidental y ha creado es la comunicación que la sabiduría substancial y no creado hace de sí misma a los hombres, que es el don de la sabiduría. La sabiduría sustancial y no creada, por otro lado, es el Hijo de Dios, la segunda Persona del Santísimo Sacramento. Trinidad, es decir, la Sabiduría eterna en la eternidad, y Jesucristo en el tiempo".

#### Sabiduría y Creación
Continua hablando del origen de la cita de la sabiduría Pablo de Tarso, el Evangelio, arrojar algo de la Biblia y Agustín de Hipona sin necesidad de utilizar sus palabras:" para disminuir el miedo y el esplendor sublime.
A continuación pasa a exponer las "maravillas de la sabiduría divina" en la creación del mundo ", la Sabiduría Eterna ha comenzado a brillar fuera del seno de Dios cuando, al final de toda una eternidad, luz creada, el cielo y la tierra. [...] Ella extendió los cielos, dispuso el sol, la luna, las estrellas y los planetas; Ella puso los cimientos de la tierra, ha establecido los límites y las leyes del mar y la profundidad, ha dado forma a las montañas, se ha medido, todo equilibrado, incluso las fuentes. y la creación del hombre: "Si el poder y la dulzura de la sabiduría eterna, ya que brillaban en la creación, en la belleza y el orden del universo, mucho más de han sobresalido en la creación del hombre. Este hecho es su maravillosa obra maestra, la imagen viva de su belleza y sus perfecciones, el instrumento escogido de sus gracias, el maravilloso tesoro de su riqueza y su único representante en la tierra '. y después del pecado original presenta la "bondad y misericordia de la sabiduría divina": "antes de la ruina del pobre Adán y sus hijos, la Sabiduría eterna está profundamente conmovida. Él no ve a nadie en el universo capaz de expiar la culpa del hombre, de satisfacer la justicia y apaciguar la ira de Dios. Así, el amoroso y augusto soberano se ofrece a sí mismo en sacrificio al Padre para compensar su justicia, calmar su ira, arrancar al hombre de la esclavitud del diablo y las llamas del infierno y merecerle una feliz eternidad ".
Se profundiza la relación entre la "sabiduría" y el hombre explicando que: "La sabiduría tiene tanto deseo por la amistad de los hombres, que para conquistarla ha compuesto un libro especial,  en el que manifiesta su propio valor y los deseos que siente.por ellos. El libro es como una carta de un amante al amado para obtener su afecto ". y para manifestar aún más ese vínculo con el hombre, ella se encarnó en Cristo:" finalmente la Sabiduría eterna, acercarse aún más para los hombres y para mostrarles su amor con más sensatez, ha llegado a encarnarse, hacerse niño, hacerse pobre y morir por ellos en la cruz ".

#### Todavía sobre falsa y verdadera sabiduría

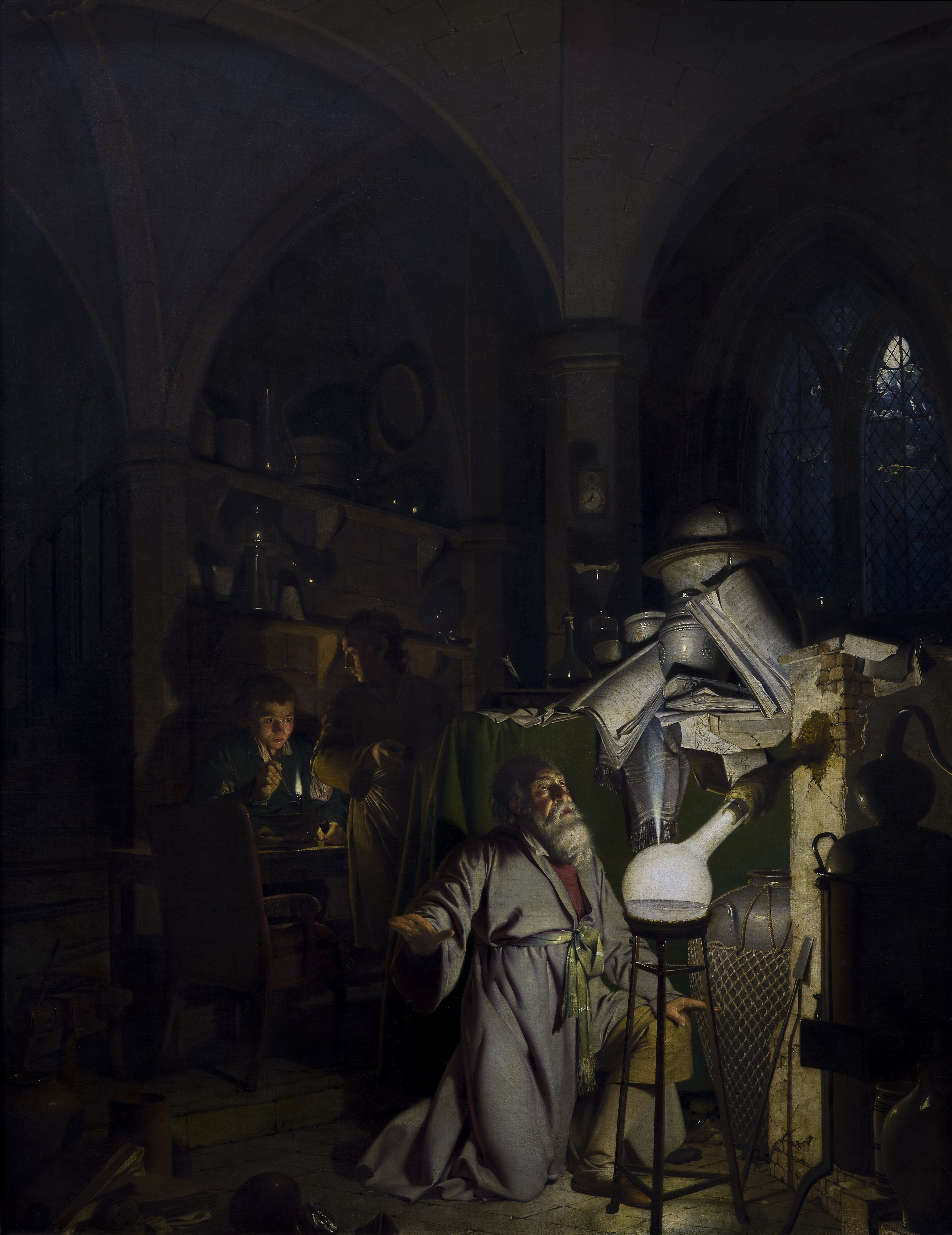
El alquimista en busca de la Piedra Filosofal (1771) de Joseph Wright of Derby (Museo Derby y Galeria de Arte Derby, Reino Unido).

Al igual que también en la "Tratado de la verdadera devoción a la Santísima Virgen", pasa a explicar lo que es la "verdadera sabiduría" que difiere de la "sabiduría del mundo", es decir, "estricto cumplimiento de la máxima y las modas del mundo. Es una tendencia continua hacia la grandeza y la estima. Es la búsqueda constante y sutil del propio placer e interés, no de una manera grosera y estridente con la que uno cometería un pecado de escándalo, sino de una manera fina, engañosa y astuta. De lo contrario, incluso según el mundo, ya no sería la sabiduría sino la liberación". "La verdadera sabiduría", que también llama "sabiduría natural", es en cambio: un conocimiento eminente de la naturaleza en sus principios.
Se comunica al completo a Adán en el estado de inocencia, fue otorgado con abundancia a Salomón, y durante los siglos alguna otra gran persona que recibió una parte, como demuestra la historia ". 
Se condena a los filósofos y alquimistas que quieren alcanzar la sabiduría a través de su estudio: "es cierto que la filosofía de la escuela, si se estudia cristiana mente abre la mente y hace que sea capaz de ciencias superiores; sin embargo, nunca dará la supuesta sabiduría natural que tanto se alabo en la antigüedad. La química o la alquimia, es decir, la ciencia de disolver los cuerpos naturales y reducirlos a sus principios, es aún más vana y dañina. Esta ciencia, incluso si responde objetivamente a la verdad, ha engañado y engañado a innumerables personas, con respecto al propósito que propusieron; y no tengo duda, a través de la experiencia personal adquirida, de que el diablo la usa hoy para hacer que el dinero y el tiempo pierdan gracia e incluso el alma, bajo el pretexto de encontrar la piedra filosofal".

#### Los dones de la Sabiduría Eterna
Enumere entonces los regalos recibidos por aquellos que poseen la "Sabiduría Eterna": 
- «agudeza de mi espíritu en los juicios»
- «la capacidad de hacerla conocer a los otros»
- «Derrama alegría inexpresable, dulzura y paz»
- todos los dones del Espíritu Santo, es decir, las virtudes teologales, cardinales y morales
- y finalmente la Sabiduría Eterna "les inspira grandes obras para la gloria de Dios y la salvación de las almas. Y ponerlos a prueba y hacer que sean aún más dignos de ellos mismos, les da grandes luchas y se reserva sus contradicciones y obstáculos en casi todo lo que emprenden. Ahora le permite al diablo tentarlos, ahora al mundo para difamarlos y despreciarlos, ahora a sus enemigos para abrumarlos y derribarlos, ahora a sus amigos y parientes para abandonarlos y traicionarlos. Aquí causa una pérdida de bienes, hay una enfermedad... aquí una injusticia, hay una tristeza y una matanza.

#### La Sabiduría y Cristo: la Cruz

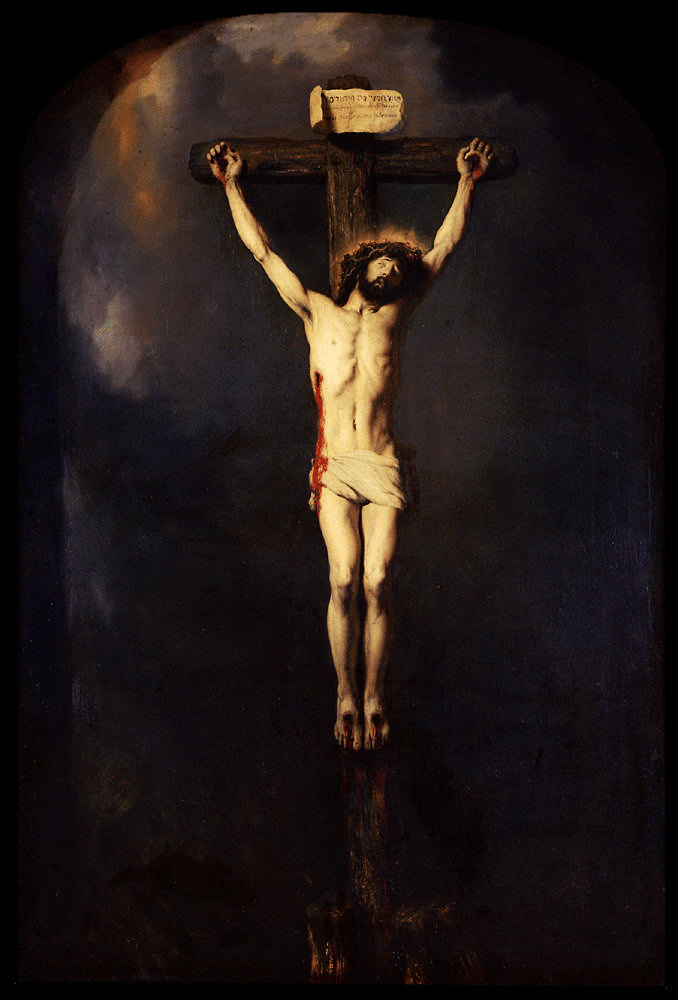
Cristo crucificado de Jan Lievens, 1631, Museo de Bellas Artes, Nancy

A continuación pasa a analizar la "Sabiduría encarnada", resume que la vida de Cristo a partir de ' Anunciación a María y analizando el nacimiento, la vida, sus acciones y su predicación hasta que sus sufrimientos en la Cruz: "Santo La Iglesia nos hace decir todos los días con verdad: "El mundo no lo reconoció" (Jn 1, 10). Sí, el mundo no conoce a Jesucristo, la Sabiduría encarnada. Y razonando bien, es absurdo saber lo que nuestro Señor ha sufrido por nosotros y no amarlo ardientemente, como lo hace el mundo ".
Dedica una atención especial a la Cruz y hace una reflexión que constituye una de las partes más importantes de todo el trabajo:
"Aquí, en mi opinión, es el mayor" secreto del rey ", el mayor misterio de la Sabiduría Eterna: la Cruz". 
Comenzar a explicar que explica la relación entre la sabiduría y la Cruz: "Este Gran Dios quiere redimir el mundo, y desterrar los demonios encadenados, cerrado para arriba y lanzar el cielo abierto a los hombres, haciendo una infinita gloria al Padre. ¿De qué manera se usará esta sabiduría? Él puede aniquilar y crear con una palabra de su boca; ¿Qué estoy diciendo? Solo necesitas hacer todo. Tal vez esto Sabiduría encarnada aparece glorioso y triunfante, acompañado por millones y millones de ángeles o por lo menos millones de hombres escogidos, y con estos ejércitos, con tal esplendor y majestad, sin pobreza, la desgracia, la humillación y la debilidad, ¿Derribará a todos sus enemigos y conquistará los corazones de los hombres con sus atracciones, sus delicias, su grandeza y sus riquezas? Ni mucho menos! ¡Lo inaudito!. Ve un pedazo de madera vil y despreciable, un instrumento de humillación y tormento para los peores malvados y más infelices, llamado el patíbulo, el patíbulo, las cruces ". y luego el que está entre la Cruz y el hombre: "La sabiduría quiere la cruz como un signo distintivo y arma de todos los elegidos. De hecho, no acepta a ningún hijo si no lo tiene como un signo distintivo, ni recibe ningún discípulo si no lo usa en la frente sin ruborizarse, en su corazón sin disgusto y sobre sus hombros sin arrastrarlo o rechazarlo.  No acepta ningún soldado si no lo toma como arma para defenderse, atacar, derrotar y aplastar a todos sus enemigos. 

#### Los cuatro medios para adquirir la Sabiduría
Finalmente en la recta final de la obra enumera los que llama "cuatro medios para adquirir la divina Sabiduría".
El primer medio es "un deseo ardiente", es decir, desear recibir la Sabiduría, que siendo un "gran regalo de Dios puede ser una recompensa por la fiel observancia de los mandamientos"
El segundo medio es "una oración continua", que representa el "trabajo" necesario para obtener "el mayor de los dones de Dios", y luego agrega una oración que tiene el título: "Oración de Salomón para obtener la Sabiduría divina", que recomienda también unir la recitación del Rosario.
El tercer medio es "una mortificación universal", es decir, "abandonar los bienes del mundo", no conformarse a las modas en ropa, muebles, casas, comidas; en los usos y las acciones, "no creer y seguir las falsas máximas del mundo", para alejarse de la compañía de los hombres, para mortificar el cuerpo "sufrimiento pacientemente a dolencias físicas, las estaciones acoso y los ataques de las criaturas durante ' existencia y obtener también algún castigo y mortificación, como el ayuno, las vigilias y otras austeridades de los santos penitentes ", y finalmente unir esta mortificación externa con la del juicio y la voluntad.
Por último, el cuarto medio es la "verdadera devoción a María": "Este es el mejor medio, el más maravilloso de los secretos para obtener y conservar la divina Sabiduría: una tierna y verdadera devoción a la Virgen María", en esta parte final explica breve mente lo que la "verdadera devoción" y por qué esto es necesario para consagrarse a Dios, pero debido a la importancia que cubre la espiritualidad Luis María Grignion de Montfort dedica a este tema su trabajo principal.